# Diego & Victor Hugo
Diego & Victor Hugo é uma dupla sertaneja brasileira formada pelos amigos Diego Felix Pereira (Brasília, 10 de julho de 1984), o Diego e Elias Anderson de Souza (Uberlândia, 17 de dezembro de 1988), o Victor Hugo.

## Carreira
Autores de hits gravados por nomes como Henrique & Juliano e Wesley Safadão, a união de Diego & Victor Hugo marcou de vez o sucesso da dupla no cenário da música sertaneja no Brasil. Suas modas começaram a ganhar fama, como hits no repertório de outros artistas, que enxergavam neles sua particularidade melódica depositada gravando o primeiro extended plays (EP) com cinco singles, e uma das composições começou a ser disputada por outros artistas, entre eles Cristiano Araújo e, Henrique e Juliano que gravaram em um de seus álbuns Calafrio como faixa bônus. A música e o nome da dupla explodiram no universo sertanejo contudo sim em quase todas as partes do Brasil. O trabalho mais recente conta com participações especiais de Bruno & Marrone, Henrique & Juliano, Gusttavo Lima, Jads & Jadson, Maiara & Maraísa, numa mistura musical explosiva e de altíssima qualidade. No ano 2017 lança a música com a  participação com Henrique e Juliano  com a música O Alvo ficou estourado na rádio no ano 2018  lança a música Infarto sendo uma das mais ouvintes nas rádios 
A primeira música de trabalho do último álbum é a faixa "Sem contra indicação" com a participação especial de Bruno & Marrone.  A faixa ficou entre as mais executadas do país, alcançando inclusive por 3 vezes o primeiro lugar no ranking nacional de execução em rádios.
Victor Hugo é autor da música "Largado Ás Traças", sucesso da dupla sertaneja rio-pretense Zé Neto & Cristiano.

## Discografia

### Álbuns de estúdio

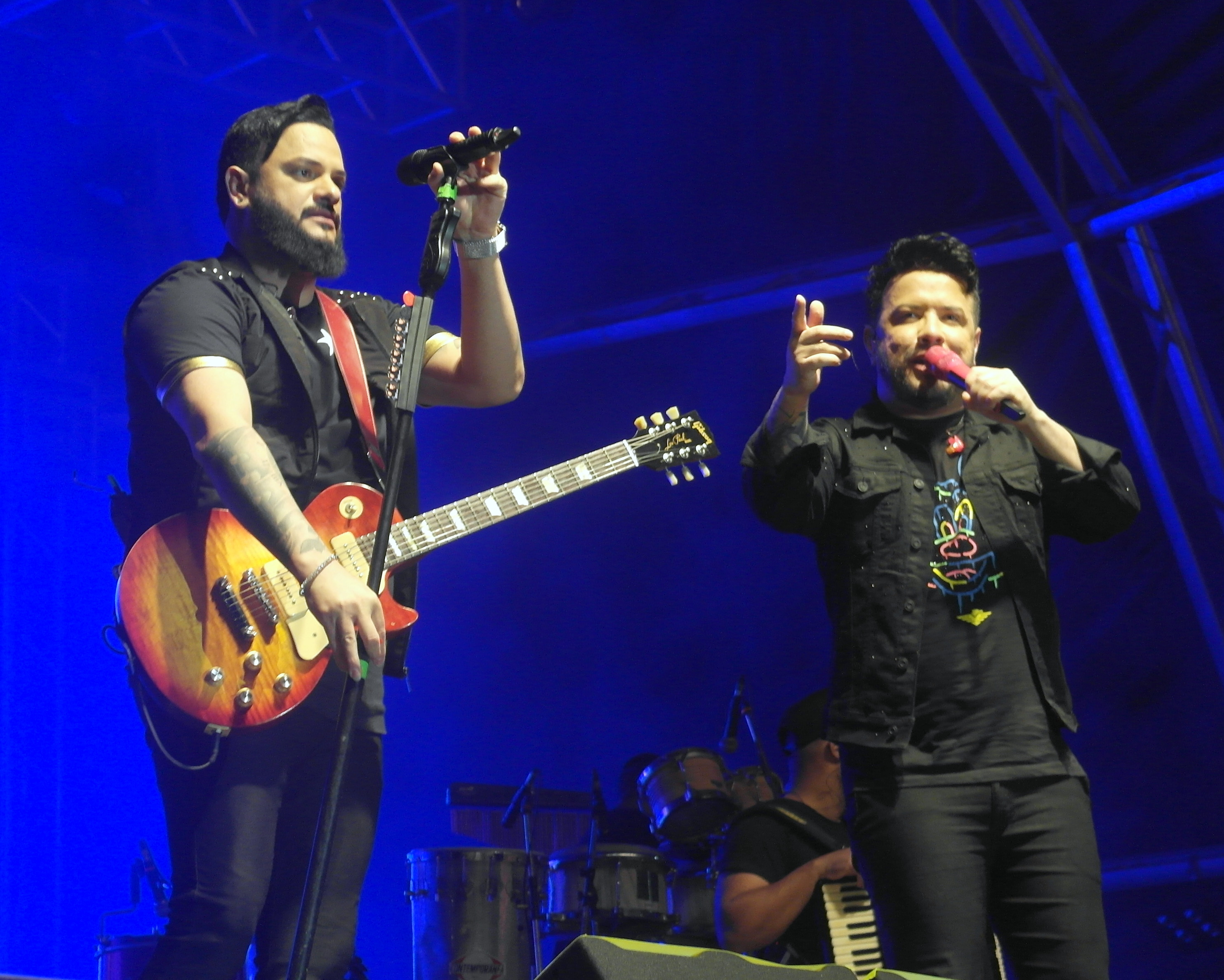
Diego & Victor Hugo ao vivo em Angra dos Reis (2023)

- Diego & Victor Hugo (2014)
- No Seu Mundo (2016)

### Álbuns ao vivo
- Sem Contraindicação (Ao Vivo em Uberlândia) (2017) (CD/DVD)
- Querosene e o Violão (2018) (EP)
- Ao Vivo em Brasília (2019) (CD/DVD)
- Verãozinho (2020) (CD/DVD)

### Singles
- 2017 - "Sem Contraindicação" (part. Bruno & Marrone)
- 2018 - "O Alvo" (part. Henrique & Juliano)
- 2018 - "Prefiro Nem Perguntar"
- 2018 - "Infarto"
- 2019 - "Do Copo Eu Vim" (part. Marília Mendonça)
- 2019 - "A Culpa é do Meu Grau" (part. Zé Neto & Cristiano)
- 2019 - "Áudio"
- 2021 - ''Facas" (part. Bruno & Marrone)

### Videografia

#### DVDs
- Sem Contraindicação (Ao Vivo em Uberlândia) (2017) [3]
- Ao Vivo em Brasília (2019)
- Verãozinho (2020)
- Equilíbrio (2021)